# Pinsaguel
Pinsaguel (em occitano:  Pinsaguèl; gascão: Pinçaguèth) é uma comuna francesa na região administrativa da Occitânia, no departamento do Alto Garona. Estende-se por uma área de 5.2 km², com 2.806 habitantes, segundo o censo de 2018, com uma densidade de 540 hab/km².